# Twin Triggers
Pour plus de détails, voir Fiche technique et Distribution.
Twin Triggers est un film américain réalisé par Richard Thorpe, sorti en 1926.

## Synopsis
Deux frères jumeaux s'affrontent, l'un étant impliqué dans l'immigration clandestine de Chinois et l'autre cherchant à faire stopper cette pratique. Le tenant du droit aura finalement gain de cause et gagnera en outre le cœur de la fiancée de son frère.

## Fiche technique
- Titre original : Twin Triggers
- Réalisation : Richard Thorpe
- Scénario : Betty Burbridge
- Production : Lester F. Scott Jr.
- Société de production : Action Pictures
- Société de distribution : Weiss Brothers Artclass Pictures
- Pays de production :  États-Unis
- Langue originale : anglais
- Format : noir et blanc — 35 mm — 1,37:1 — Film muet
- Genre : Western
- Durée : 5 bobines - 1 331 m
- Date de sortie :
  - États-Unis : 13 avril 1926

## Distribution
- Buddy Roosevelt : Bud Trigger / Kenneth Trigger
- Nita Cavalier : Gwen, la fiancée de Kenneth
- Frederick Lee : Dan Wallace, l'oncle de Gwen
- Laura Lockhart : Muriel Trigger, la mère des jumeaux
- Lafe McKee : Silas Trigger
- Slim Whitaker : Kelly, le propriétaire du garage
- Clyde McClary : Bugs
- Togo Frye : le cuisinier
- Hank Bell : le shérif